# François Popineau
François Émile Popineau, fue un escultor francés nacido el 2 de octubre de 1887 en Saint Amand Montrond, fallecido el 29 de marzo de 1951 en París .

## Datos biográficos
Desde que tenía 14 años, trabajaba con el cincel y la maza. Más tarde se perfeccionó en París.
tras la guerra del 14-18, reemprende su oficio como escultor.
Fue profesor en la Ecole des Beaux-Arts de Bourges, posteriormente en Rouen.
Obtuvo su primera medalla de oro en la Exposición de Artes Decorativas (1925), posteriormente el Premio Puvis de Chavannes por su estatua "la Baigneuse - La Bañista".
Se especializa en la ejecución de Monumentos a los muertos de la guerra; posteriormente hace desnudos en piedra y bajorrelieves . Se convierte en escultor oficial de la villa de Bourges, para la que realizó algunas esculturas. 
En su colección personal tuvo un busto de escayola de Rabelais , obra del escultor Jean Eugène
Baffier, que actualmente se conserva en el Museo de Berry en Bourges. Para esta comuna, Popineau realizó en 1938 junto al arquitecto Marcel Pinon el edificio de la sala de cultura, decorada con relieves.
Falleció en París a causa de la silicosis que le iba afectando a lo largo de los años.

## Obras

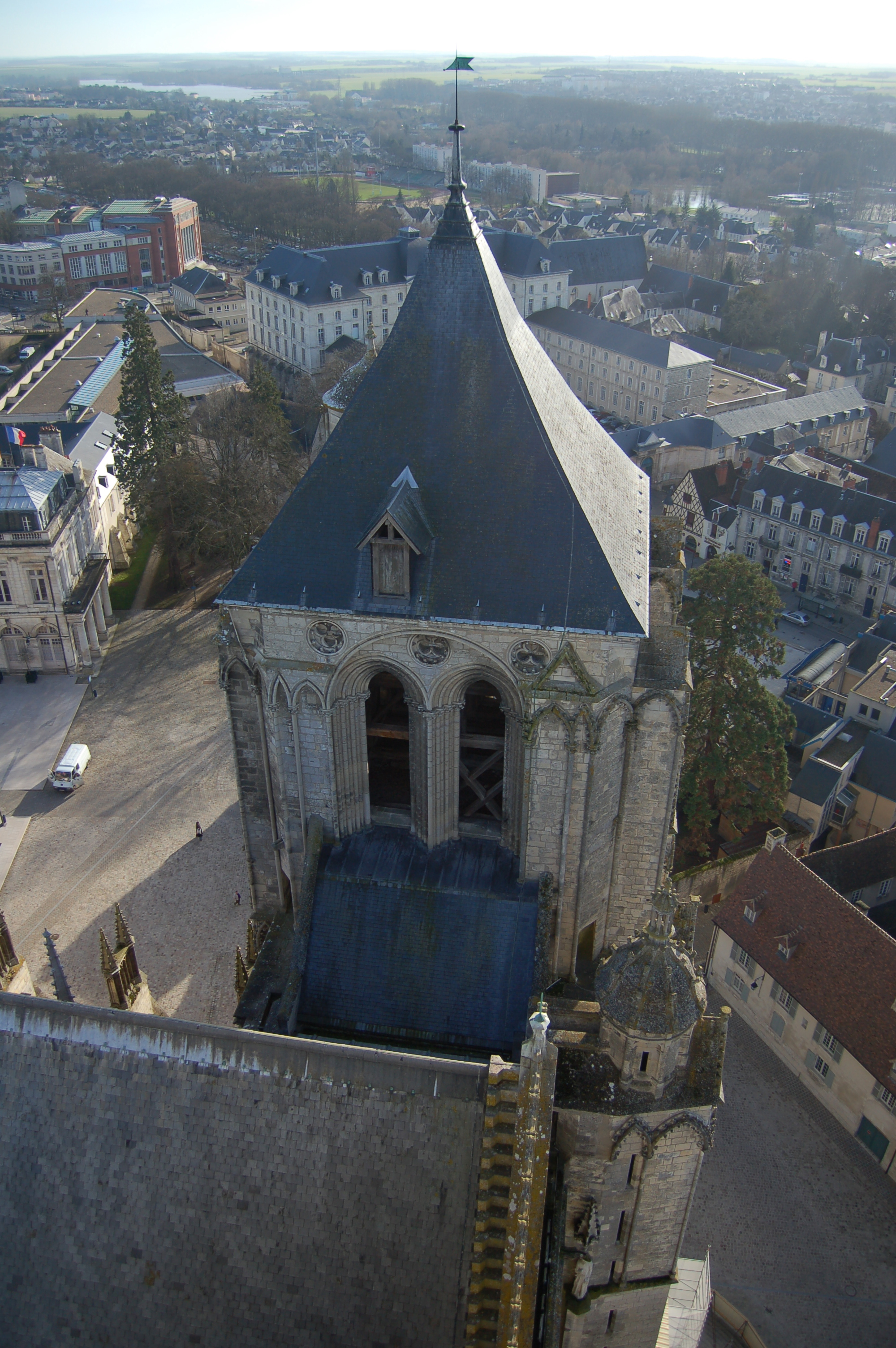
Vista en el horizonte del edificio de la Casa de Cultura decorado con relieves por François Popineau en Bourges.

- Jouvence, (hacia 1933) figura mayor que el natural, mármol blanco de una mujer acuclillada que bebe de una concha. Ayuntamiento de Ivry-sur-Seine[3]
- Femme nue couchée, (1938) terracota H. 26 ; L. 62 , en el museo del Louvre, donación del dr. Hagenmüller en 1981[4]
- Ángel, decoración de la tumba de la familia Popineau en la avenida central del cementerio de Le Kremlin-Bicêtre. granito y piedra calcárea.[5]
- Relieves, decoración de la casa de Cultura de Bourges,[6] 1938 47°4′45″N 2°23′57″E / 47.07917, 2.39917

## Recursos
- EMILE POPINEAU, SCULPTEUR DE BOURGES, por Roland Narboux, en la Encyclopédie de Bourges